# Белантамаб мафодотин
Белантамаб мафодотин — конъюгат антитело-препарат для лечения множественной миеломы. Одобрен для применения: ЕС, США (2020). Снят с регистрации в ЕС ввиду его неэффективности.

## Механизм действия
Конъюгат анти-BCMA моноклонального антитела и препарата (монометилауристатин F).

## Показания
- рецидивирующая или рефрактерная множественная миелома[4][5].

## Беременность
- Женщины детородного возраста во время лечения и 4 мес. после него должны использовать методы контрацепции[4].
- Мужчины во время лечения и 6 мес. после него должны использовать методы контрацепции[4].